# Вражне (Свитави)
Вражне (чеш. Vrážné) је насељено мјесто са административним статусом сеоске општине (чеш. obec) у округу Свитави, у Пардубичком крају, Чешка Република.

## Становништво
Према подацима о броју становника из 2014. године насеље је имало 71 становника.